# Zelda Rubinstein
Zelda Rubinstein (Pittsburgh, 28. svibnja 1933. – Los Angeles, 27. siječnja 2010.), američka filmska i televizijska glumica, te aktivistica ljudskih prava. Najpoznatija je po ulozi ekscentričnog medija Tangine Barrons u trilogiji filma "Poltergeist"